# 楊国剛
楊 国剛（よう こくごう、ヤン・グォガン、Yang GuoGang　1977年2月22日 - ）は中華人民共和国出身の元野球選手。ポジションは二塁手・三塁手・一塁手。右投左打。
内野ならどこでも守れるユーティリティーさと長打力を生かした打撃を武器とする。他の選手と比べ、守備力が劣るため近年は一塁を守ることが多い。
2006年にはワールドベースボールクラシック中国代表に選出された。